# 吐根酊
吐根酊（或稱為吐根糖漿，或）是一種利用亞摩尼亞浸吐根（Ipecacuanha，學名：Psychotria ipecacuanha）的根與根莖（Rhizome）而提取的物質，是一種天然的催吐劑（Emetics）與化痰劑（Expectorant）。其成分主要包含吐根鹼以及副吐根素。

## 醫療用途

### 催吐劑
它通常用在意外的中毒中，也是催吐劑（Emetics）。但在美國臨床毒理學院、歐洲毒物中心及臨床毒理學家協會和美國小兒科協會院皆不建議作為促進胃排空的方式。臨床研究顯示吐根糖漿在減少系統性吸收上較活性碳較沒有效，且會產生無法預測且不一致的結果。另外也會增加產生不良反應的風險包括延遲使用更有效的解毒法式和較高的穿孔比例。

### 化痰劑（英语：Mucokinetics）
吐根酊也用在鎮咳袪痰液（cough mixture）中當作化痰劑（Expectorant）。 而從18世紀到20世紀初期，吐根酊與鴉片用來製作糖漿形式的杜佛氏散（或稱吐根阿片散與複方吐根散）。

## 作用機制
吐根鹼和副吐根素刺激胃黏膜且刺激中樞神經系統中延腦之化學受體觸發區以引發嘔吐。 

## 濫用
在美國約有10-20%的神經性暴食症患者使用過吐根糖漿。此種患者長期使用吐根糖漿進行催吐

### 心肌
吐根糖漿中成分包含吐根碱，其排出體外速度慢，在慢性使用上60天後可在尿液中被檢測。吐根碱之毒性會造成心肌細胞受傷進而導致心肌病，而可能造成不可逆的傷害。心肌細胞的毒性症狀包括心前區胸痛、呼吸困難、心跳過速、心跳過緩、早搏、心電圖上T波扁平或倒置、QT间期和PR期間延長、心室傳導延遲、室性心律不整、低血壓、心臟衰竭、心包積液、肺充血、心搏停止。

### 骨骼肌
慢性濫用吐根可能會使骨骼肌受損，症狀包含無力，其特別是頸部和近端四肢之肌肉，以及肌痛和壓痛、反射低下、言語不清以及吞嚥困難、對於需要肌肉之活動困難(例如爬樓梯)。 吐根所導致的肌肉病變和上升的肝指數、肌電圖不特定的異常紀錄以及異常肌肉切片相關。 肌肉之活動性在停止吐根使用後會緩慢恢復。

## 引用
1. ↑  . Journal of Toxicology. Clinical Toxicology. 2004-01-01, 42 (2): 133–143  [2016-08-25]. ISSN 0731-3810. PMID 15214617. （原始内容存档于2019-09-22）.
2. ↑  American Academy of Pediatrics Committee on Injury, Violence, and Poison Prevention. . Pediatrics. 2003-11-01, 112 (5): 1182–1185  [2016-08-25]. ISSN 1098-4275. PMID 14595067. （原始内容存档于2019-08-12）.
3. ↑  Neuvonen PJ, Vartiainen M, Tokola O. . Eur J Clin Pharmacol. 1983, 24 (4): 557. PMID 6134626.
4. ↑  Saetta JP, Quinton DN. . J R Soc Med. 1991, 84 (1): 35.
5. ↑  Kornberg AE, Dolgin J. . Ann Emerg Med. 1991, 20 (6): 648. PMID 1674842.
6. ↑  Albertson TE, Derlet RW, Foulke GE, Minguillon MC, Tharratt SR. . Ann Emerg Med. 1989, 18 (1): 56. PMID 2562913.
7. 1 2  Greenfeld D, Mickley D, Quinlan DM, Roloff P. . Int J Eat Disord. 1993, 13 (4): 411. PMID 8098249.
8. ↑  Brown CA, Mehler PS. . Eat Disord. 2013, 21 (4): 287-94. PMID 23767670.
9. ↑  Westmoreland P, Krantz MJ, Mehler PS. . Am J Med. 2016 Jan, 219 (1): 30-7. PMID 26169883.
10. ↑  American Psychiatric Association. . The American Journal of Psychiatry. 2006-07-01, 163 (7 Suppl): 4–54  [2016-08-25]. ISSN 0002-953X. PMID 16925191. （原始内容存档于2019-08-12）.